# Hipótese Curgã

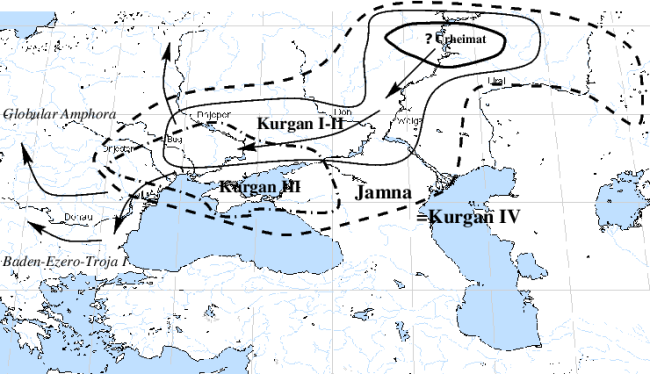
Visão geral da hipótese Curgã

A hipótese Curgã, Curgane ou Curgano (Kurgan) foi introduzida por Marija Gimbutas em 1956 para combinar a arqueologia e a linguística na localização das origens dos povos falantes de proto-indo-europeu (PIE). Ela temporariamente chamou o conjunto de culturas em questão de "Curgã", palavra russa - курга́н - de origem turca para mamoa ou monte funerário, comuns no sul da Rússia e na Ucrânia e sua difusão pela Europa.
Esta hipótese teve um impacto significante sobre os estudos indo-europeus. Os acadêmicos que acompanham Gimbutas identificam uma cultura Curgã como refletindo uma etnicidade proto-indo-europeia anterior que existia nas estepes pôntico-caspianas e no sudeste da Europa do quinto ao terceiro milênio a.C.

## Fundamentos
A hipótese Curgã deve sua popularidade entre os linguistas à disponibilidade de evidências arqueológicas, apresentadas pela primeira vez por Marija Gimbutas, e que correspondem bem à avaliação linguística da data provável em que qualquer grupo de línguas indo-europeias relacionadas começou a divergir. Embora os linguistas não tenham encontrado um caminho confiável e preciso para determinar tal data da evidência linguística unilateralmente, na comparação das mais antigas línguas indo-europeias atestadas - anatólio, indo-iraniano e grego - com o que é conhecido da evolução das diferenças dentro das famílias de línguas, como na família romance que se desenvolveu do latim nos tempos históricos, levou à conclusão de que a primeira divisão em línguas separadas provavelmente deve ter ocorrido muito antes de 3000 a.C. De acordo com Gimbutas esta cultura Curgã iniciou a expansão para oeste entre 4 000-3 500 a.C., o que concorda de forma bem tolerável com a data sugerida pelas evidências linguísticas. Até agora os arqueólogos podem traçar as origens da cultura Curgã até o quinto milênio a.C., embora seus antecedentes prévios sejam ainda desconhecidos.
Entre os arqueólogos a popularidade da teoria Curgã está diminuindo. Novas evidências arqueológicas contestam a disseminação da cultura Curgã para oeste e em vez disso aponta para desenvolvimentos locais dentro das culturas das ferramentas amarradas e Funnelbeaker, empurrando para antes a continuidade arqueológica das culturas indo-europeias ocidentais, para pelo menos o quinto milênio a.C. Isto tem levado alguns arqueólogos a declarar a hipótese Curgã obsoleta.
No entanto, considera-se geralmente que é irreal se acreditar que um povo proto-histórico possa ser determinado para qualquer grupo particular com base apenas em evidências arqueológicas. Além disso, o campo da linguística está tentado desenvolver novas técnicas investigativas porcessos linguísticos formativos. Os linguistas argumentam que a expansão linguística não implica a "curganização" de culturas materiais, e que o atual desenvolvimento linguístico do passado é precário (por exemplo, a deflexão deveria ser excluída por ser um processo linguístico não representativo europeu ocidental), e para concluir uma separação entre centum e satem no quarto milênio é apropriada mas não implica uma instância diferente sobre as culturas materiais envolvidas

## Visão geral
A "hipótese Curgã" das origens do proto-indo-europeu (PIE) supõe a expansão gradual da "cultura Curgã" até ela abranger toda a estepe pôntica, com Curgã IV sendo identificada como a cultura Yamna de cerca de 3 000 a.C. A expansão subsequente para além das estepes conduz a culturas híbridas, como a cultura das ânforas redondas para oeste, a imigração dos proto-gregos para os Bálcãs e as culturas nômades indo-iranianas para leste por volta de 2 500 a.C. Supõe-se que a domesticação do cavalo e o uso posterior das primeiras bigas tenham incrementado a mobilidade da cultura Curgã, facilitando a expansão sobre toda a região da cultura Yamna. Na hipótese Curgã, toda a estepe pôntica é considerada o Urheimat ou terra natal do PIE, e supõe-se que uma variedade de dialetos posteriores do PIE tenham sido falados por toda a região. A área próxima ao Volga classificada como Urheimat no mapa acima marca a localização dos mais antigos traços conhecidos do uso do cavalo como montaria (a cultura Samara) e corresponderia a um PIE anterior ou a um núcleo pré-PIE do quinto milênio a.C.

## Estágios de expansão

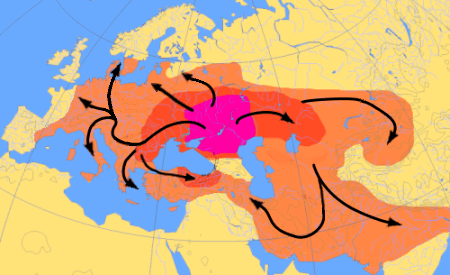
Mapa das migrações indo-europeias a partir de c. 4000 a 1000 a.C. de acordo com o modelo Curgã. A migração anatólia (indicada com uma seta tracejada) pode ter ocorrido através do Cáucaso ou através dos Bálcãs. A área púrpura corresponde ao suposto Urheimat (cultura Samara, cultura Sredny Stog). A área em vermelho corresponde à região que deve ter sido colonizada por povos falantes de indo-europeu depois de c., e a área em laranja em torno de

A sugestão original de Gimbutas identifica quatro estágios sucessivos da cultura Curgã e três ondas sucessivas de expansão.
- Curgã I, região Dniepre/Volga, anterior à metade do IV milênio a.C. Aparentemente desenvolveu-se a partir de culturas da bacia do Volga, com subgrupos incluindo as culturas Samara e Seroglazovo.
- Curgã II-III, posterior à metade do IV milênio a.C. Inclui a cultura Sredny Stog e a cultura de Maikop do norte do Cáucaso. Círculos de pedras, primeiras bigas de duas rodas, estátuas de pedras de deidades antropomórficas.
- Curgã IV ou cultura Yamna, primeira metade do III milênio a.C., englobando toda a região de estepes dos Ural à Romênia.
- Onda 1, anterior à Curgã I, expansão a partir do baixo Volga para o Dniepre, levando à coexistência da Curgã I com a cultura Cucuteni. Repercussões das migrações prolongam-se até os Bálcãs e ao longo do Danúbio chegando até as culturas Vinča e Lengyel na Hungria.
- Onda 2, na metade do quarto milênio a.C., originando a cultura de Maikop e resultando no avanço de culturas híbridas "curganizadas" no norte da Europa por volta de 3000 a.C. (cultura das ânforas redondas, cultura de Baden e no final a cultura da cerâmica cordada). Segundo Gimbutas, isso corresponde à primeira intrusão de línguas indo-europeias no norte e no oeste da Europa.
- Onda 3, 3000-2800 a.C., expansão da cultura Yamna para além das estepes, com o surgimento de túmulos em buracos característicos em regiões distantes na moderna Romênia, Bulgária e leste da Hungria.

Frederik Kortlandt (linguística comparativa, Universidade de Leiden) propõe uma revisão da hipótese Curgã. Ele afirma que a principal objeção que pode ser levantada contra o método de Gimbutas é que ele começa a partir de evidências arqueológicas e busca uma interpretação linguística. A partir da evidência linguística e tentando encaixar as peças em um conjunto coerente, o método chega ao seguinte quadro: o território da cultura Sredny Stog no leste da Ucrânia é o candidato mais convincente para ser considerado como a terra natal original do indo-europeu. Os indo-europeus que ficaram após as migrações para oeste, leste e sul (como descrito por Mallory) tornaram-se falantes de balto-eslávico, enquanto os falantes das outras línguas satem teriam sido conduzidos para o horizonte Yamna, e os indo-europeus ocidentais para o horizonte da cerâmica cordada. Voltando aos bálticos e eslavos, seus ancestrais deveriam ser correlacionados com a cultura do Médio Dniepre. Então, segundo Mallory e assumindo que a origem dessa cultura seja procurada nas culturas Sredny Stog, Yamna e Cucuteni, ele propõe que o curso desses eventos corresponde ao desenvolvimento de uma língua satem que foi retirada da esfera indo-europeia ocidental de influência.
De acordo com Frederik Kortlandt, parece haver uma tendência geral para datar proto-línguas muito distante no passado, mais do que seja justificável pela evidência linguística. No entanto, se o indo-hitita e o indo-europeu pudessem ser correlacionados com o começo e o fim da cultura Sredny Stog, respectivamente, ele afirma que as evidências linguísticas a partir da família indo-europeia completa não nos conduzem além da terra natal secundária de Gimbutas, de modo que a cultura Khvalynsk no médio Volga e a cultura de Maikop no norte do Cáucaso não podem ser identificadas com os indo-europeus. Qualquer proposta que vá além da cultura Sredny Stog deve começar a partir de possíveis afinidades do indo-europeu com outras famílias de línguas. Levando em conta a similaridade tipológica do proto-indo-europeu com as línguas caucasianas do noroeste e assumindo que essa similaridade pode ser atribuída a fatores regionais, Frederik Kortlandt considera o indo-europeu um ramo do uralo-altaico que foi transformado sob a influência do substrato caucasiano. Tais eventos seriam apoiados por evidências arqueológicas e localiza os mais antigos ancestrais dos falantes de proto-indo-europeu ao norte do mar Cáspio no sétimo milênio a.C., essencialmente de acordo com a teoria de Gimbutas.

## Linha do tempo
- 4500-4000 a.C.: PIE anterior. Culturas do Dniepre-Donets e Samara, domesticação do cavalo (Onda 1).
- 4000-3500 a.C.: cultura Yamna, construção de protótipos de curgãs surge nas estepes e a cultura de Maikop no norte do Cáucaso. Modelo indo-hitita postula a separação do proto-anatólio antes dessa época.
- 3500-3000 a.C.: PIE médio. A cultura Yamna está em seu auge, representando a reconstruída sociedade proto-indo-europeia clássica, com ídolos de pedra, primeiras proto-bigas de duas rodas, prática predominante de pecuária, mas também com povoados permanentes e castros, subsistindo de agricultura e pesca, ao longo dos rios. Contato da cultura Yamna com as culturas da Europa neolítica tardia resulta nas culturas "curganizadas" das ânforas esféricas e Baden (Onda 2). A cultura de Maikop mostra as mais antigas evidências do começo da Idade do Bronze e armas e artefatos de bronze são introduzidos no território da cultura Yamna. Provável "satemização" precoce.
- 3000-2500 a.C.: PIE tardio. A cultura Yamna estende-se sobre toda a estepe Pôntica (Onda 3). A cultura da cerâmica cordada estende-se do Reno ao Volga, correspondendo à fase final da unidade indo-europeia, a vasta área "curganizada" desintegra-se em várias culturas e línguas diferentes, mesmo o pouco contato possibilitou a disseminação da tecnologia e empréstimos entre os grupos, exceto os ramos anatólio e tocariano, que já estavam isolados nesse processo. O rompimento centum-satem está provavelmente completo, mas as tendências fonéticas de satemização permanecem ativas.
- 2500-2000 a.C.: A dissolução nas proto-línguas dos dialetos atestados está completa. O proto-grego é falado nos Bálcãs, o proto-indo-iraniano no norte do Cáspio na cultura Andronovo que emerge. A Idade do Bronze alcança a Europa central com a cultura Beaker, provavelmente composta de vários dialetos centum. As múmias Tarim possivelmente correspondem aos proto-tocarianos.
- 2000-1500 a.C.: Cultura das catacumbas ao norte do mar Negro. A biga é inventada, levando à divisão e rápida disseminação das línguas iranianas e indo-arianas a partir do Complexo Arqueológico Báctria-Margiana por grande parte da Ásia Central, norte da Índia, Irã e Anatólia oriental. O proto-anatólio divide-se em hitita e luviano. A cultura Unetice pré-proto-céltica tem uma indústria metalúrgica ativa (Disco de Nebra).
- 1500-1000 a.C.: A Idade do Bronze Nórdica amadurece o pré-proto-germânico, e as culturas pré-proto-célticas dos Campos de Urnas e Hallstatt emergem na Europa central, introduzindo a Idade do Ferro. Migração de proto-itálicos para a península Itálica (estela de Bagnolo). O Rig Veda é escrito e ascensão da civilização védica no Punjab. a Civilização Micênica dá lugar a Idade das Trevas da Grécia.
- 1000 a.C.-500 a.C.: As línguas celtas se espalham sobre a Europa central e ocidental. Proto-germânico. Homero e o começo da Antiguidade Clássica. A civilização védica é substituída pelos Maajanapadas ("Grandes Reinos"). Zaratustra compõe os Gatas, surgimento do Império Aquemênida substituindo os elamitas e Babilônia. Os armênios sucedem à cultura Urartu. Divisão do proto-itálico em osco-úmbrico e latino-faliscano. São criados os alfabetos grego e etrusco. Uma diversidade de línguas paleo-balcânicas são faladas no sul da Europa. As línguas anatólias são extintas.

## Urheimatsecundário
Propõe-se que a cultura das ânforas redondas "curganizada" na Europa seja um Urheimat secundário, separando-se nas culturas de vaso campaniforme e da cerâmica cordada por volta de 2300 a.C. que no final das contas resultou nos ramos indo-europeus das línguas itálicas, celtas e germânicas, e o outro, parcialmente extinto, nos grupos de línguas balcânicas e da Europa central, possivelmente incluindo a invasão proto-micênica da Grécia.

## Diferenças de interpretação
Gimbutas acreditava que as expansões da cultura Curgã foram uma série de invasões essencialmente militares e hostis, onde uma nova cultura guerreira se impôs sobre as culturas pacíficas e matriarcais da "Europa Antiga", substituindo-as por uma sociedade guerreira patriarcal, um processo visível no surgimento de povoações fortificadas e nos túmulos de líderes guerreiros:
O processo de indo-europeização foi cultural, não uma transformação física. Deve ser entendido como uma vitória militar nos termos da imposição de um novo sistema administrativo, língua e religião sobre os grupos indígenas.
Depois, Gimbutas progressivamente enfatizou a natureza violenta dessa transição a partir do culto mediterrâneo da Deusa Mãe para uma sociedade patriarcal e para o culto do guerreiro Thunderer (Zeus, Dyaus Pita). Muitos acadêmicos que aceitam o cenário geral proposto das migrações indo-europeias, sustentam que a transição foi provavelmente muito mais gradual e pacífica que o sugerido por Gimbutas. As migrações obviamente não foram repentinas, associadas a operações militares. Mas a expansão de tribos e culturas desconectadas atravessou muitas gerações. Em que grau as culturas indígenas foram pacificamente amalgamadas ou violentamente desalojadas permanece uma questão controversa entre os defensores da hipótese Curgã.
James P. Mallory aceita a hipótese Curgã como a de facto teoria padrão das migrações indo-europeias, mas reconhece como válido o criticismo do cenário radical de Gimbutas da invasão militar: quase todos os argumentos para a invasão e transformação cultural são muito melhor explicados sem referência à expansão Curgã.
O arqueólogo alemão Alexander Häusler tem criticado severamente o conceito de Gimbutas de 'uma' cultura Curgã que mistura várias culturas distintas como a cultura Yamna.
Apesar de o cenário Curgã ser amplamente aceito como uma das principais respostas à questão das origens indo-europeias, ele ainda é um modelo especulativo, não normativo. A principal sugestão alternativa é a teoria de Colin Renfrew e Vyacheslav V. Ivanov, que postulam um Urheimat anatólio, e a disseminação das línguas indo-europeias como resultado da difusão da agricultura. Isto implica uma significativa maior antiguidade da língua proto-indo-europeia (cerca de 9000 anos em oposição a cerca de 6000 anos) E entre os linguistas tradicionais ela encontra menos apoio que a teoria Curgã, nos fundamentos da glotocronologia (apesar desse método ser amplamente considerado inválido de forma predominante pelos linguistas históricos), e porque há algumas dificuldades em correlacionar a distribuição geográfica dos ramos indo-europeus com o avanço da agricultura.
Um estudo de 2003 de Russel Gray e Quentin Atkinson na Universidade de Auckland usando uma técnica completamente diferente da tradicional glotocronologia, favorece uma data anterior para o proto-indo-europeu que a assumida pelo modelo Curgã (cerca do sétimo milênio a.C.) consistente com o Urheimat anatólio de Renfrew. Este resultado é baseado na análise de probabilidade máxima da lista de Swadesh.

## Genética

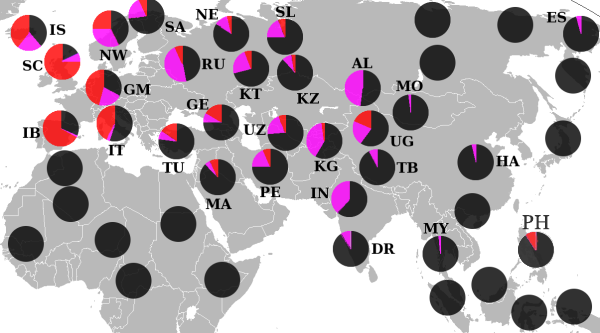
Distribuição do R1a (púrpura) e do R1b (vermelho)

Um haplogrupo específico R1a1 definido pelo M17 (marcador PSN) do cromossomo Y é associado por alguns com a cultura Curgã. O halogrupo R1a1 atualmente é encontrado nas populações eslavas na Ásia central e ocidental e na Índia, mas não é muito comum em alguns países da Europa ocidental (por exemplo, a França e algumas partes da Grã-Bretanha). No entanto, 23,6% dos noruegueses, 18,4% dos suecos, 16,5% dos dinamarqueses e 11% dos samis compartilham esta linhagem.
Ornella Semino e outros identificaram o próximo mas distinto haplotipo R1b (Eu18 na terminologia original) como descendente de uma expansão a partir da Península Ibérica após o último período glacial (de 20 000 a 13 000 anos atrás), com o R1a1 (Eu19) ligado à expansão Curgã. O R1b é predominante na Europa ocidental, especialmente no País Basco, enquanto o R1a1 é mais preponderante na Polônia, Rússia, Ucrânia, Hungria e é também observado no Paquistão, Índia e Ásia central.
Outro marcador que quase corresponde às migrações curgãs é a distribuição do grupo sanguíneo B, mapeado por Luigi Luca Cavalli-Sforza. A distribuição do grupo sanguíneo B na Europa é compatível com o mapa proposto da cultura Curgã e com a distribuição do haplogrupo R1a1.
Três estudos genéticos recentes, de 2015, deram apoio à teoria de Gimbutas de que a difusão das línguas indo-europeias teria se dado a partir das estepes russas. De acordo com esses estudos, o Haplogrupo R1b (ADN-Y) e o Haplogrupo R1a (ADN-Y) - hoje os mais comuns na Europa e sendo o R1a frequente também no subcontinente indiano - teriam se difundido, a partir das estepes russas, junto com as línguas indo-europeias; tendo sido detectado, também, um componente autossômico presente nos europeus de hoje que não era presente nos europeus do Neolítico, e que teria sido introduzido a partir das estepes, junto com as linhagens paternas (haplogrupo paterno) R1b e R1a, assim como com as línguas indo-europeias.
Trabalhos de arqueologia contemporâneos associam a domesticação do cavalo a essa expansão.

## Crítica
De acordo com esta hipótese, a evidência linguística reconstruída sugere que os indo-europeus eram guerreiros cavaleiros que usavam armas de impacto e que poderiam facilmente invadir outras áreas, e então o fizeram na Europa central, por volta do quinto milênio a.C. No nível tecno-cultural, o povo curgã estava essencialmente em um estágio pastoril. Deduzindo esta equação, Renfrew afirma que o panorama europeu de guerreiros montados aparece apenas tardiamente por volta do segundo milênio a.C. e estes não poderiam de nenhuma forma terem sido os guerreiros curgãs de Gimbutas de por volta de 3000 a.C. No campo linguístico, tem havido vários ataques por Kathrin Krell (1998) que encontra uma grande incompatibilidade entre os termos encontrados na língua indo-europeia reconstruída e no nível cultural encontrados nos curgãs. Por exemplo, Krell afirma que os indo-europeus alcançaram o nível agrícola enquanto o povo curgã estava apenas no estágio pastoril. Há outros, como Mallory e Schmitt, que são igualmente críticos com a hipótese de Gimbutas